# Béthencourt
Béthencourt is een gemeente in het Franse Noorderdepartement (regio Hauts-de-France) en telt 677 inwoners (1999). De plaats maakt deel uit van het arrondissement Cambrai.

## Geografie
De oppervlakte van Béthencourt bedraagt 5,1 km², de bevolkingsdichtheid is 132,7 inwoners per km².
De onderstaande kaart toont de ligging van Béthencourt met de belangrijkste infrastructuur en aangrenzende gemeenten.

## Demografie
Onderstaande figuur toont het verloop van het inwonertal (bron: INSEE-tellingen).